# 내가 사는 이유
《내가 사는 이유》는 1997년 5월 7일부터 1997년 10월 9일까지 방송되었던 MBC 수목 드라마로 1970년대 서울 마포를 배경으로 한 서민들의 이야기를 그렸다.
이 프로그램은 당초 MBC 주말 드라마 《사랑한다면》 후속로 기획 되었으나 갑작스럽게 MBC 수목 드라마로 변경되었다.

## 등장 인물

### 주요 인물
- 손창민 : 박진구 역
- 이영애 : 정애숙 역 - 술집 작부
- 김호진 : 이광팔 역 - 진구와 춘심 단짝인 깡패
- 김현주 : 춘심 역 - 일명 몰라양, 술집작부

### 주변 인물
- 고두심 : 진구 모 역
- 김무생 : 박성달 역 - 진구 아버지인 마포 토박이
- 이민영 : 이정희 역 - 이상규의 딸, 청각 장애인
- 강성연 : 명화 역 - 꼬마 작부 역
- 이보희 : 배 간호사 역
- 김영옥 : 김숙희 역 - 욕쟁이 할머니
- 나문희 : 김숙자 역 - 실성한 철부지 아줌마
- 윤여정 : 손미나 역 - 술집 마담 겸 주인
- 장용 : 금니 이씨 역
- 금보라 : 한 여사 역
- 이정길 : 이상규 역 - 동네 의원
- 맹상훈 : 덕배 역
- 이재포 : 끝수의 심복
- 정성모 : 끝수 역
- 김동주 : 덕배 아내 역
- 이종미 : 진녀 역 - 박진구의 여동생
- 신주호 : 진일 역 - 박진구의 막내 동생
- 박찬경 : 재남 역 - 진녀의 친구, 금니 아들
- 김화영 : 은영 역
- 이상숙 : 박진숙 역 - 박진구의 누나
- 한유정 : 양순 역 - 김숙희의 며느리
- 서권순 : 명화 모 역
- 국정환 : 명화 부 역
- 조성규
- 유서진 : 어깨 역
- 안광성
- 고정민
- 김세아
- 구혜진
- 서유정
- 김정은

## 결방 사유
- 1997년 7월 30일 : 《특별 생방송 3당 대통령 후보 초청 토론회 김대중 새정치국민회의 후보》 편성으로 결방 (다음 날 25 ~ 26회 연속 방영)
- 1997년 9월 17일 : 9시 30분부터 《특선 영화 압솔롬 탈출》 편성으로 결방 (다음 날 39 ~ 40회 연속 방영)
- 1997년 9월 24일 : 《특별 생방송 대통령 후보 초청 토론회 김대중 새정치국민회의 후보》 편성으로 결방
- 1997년 9월 25일 : 《특별 생방송 대통령 후보 초청 토론회 이회창 신한국당 후보》 편성으로 결방

## 참고 사항
- 당초 정애숙 역은 김혜수가 낙점[2]됐으나 최종적으로 이영애가 낙점되었다.